# Kazuyuki Toda
Pour les articles homonymes, voir Toda.
Kazuyuki Toda (戸田 和幸, Toda Kazuyuki), né le 30 décembre 1977 à Machida, dans la préfecture de Tokyo, est un footballeur japonais reconverti entraîneur.

## Biographie
En tant que milieu défensif, Kazuyuki Toda joua en équipe nationale à 20 reprises (2001-2002) pour un but inscrit. Son seul but inscrit le fut le 21 mars 2002 à Osaka, en amical, contre l'Ukraine, qui se solda par une victoire de son équipe (1-0).
Il participa à la Coupe du monde de football des moins de 20 ans en 1997, mais le Japon fut éliminé en quarts-de-finale.
Il participa à la Coupe des confédérations 2001. Il fut titulaire contre le Canada, contre le Cameroun (recevant un carton jaune à la 72e minute), ne joua pas contre le Brésil, fut titulaire contre l'Australie et contre la France. Il fut finaliste de ce tournoi.
Il fit la Coupe du monde de football de 2002, que le Japon accueillit en compagnie de la Corée du Sud. Il fut titulaire dans tous les matchs et fut sanctionné par deux cartons jaunes (un contre la Belgique à la 31e minute et un contre la Turquie à la 45e minute). Le Japon fut éliminé en huitièmes-de-finale.
Il joua dans différents clubs : au Japon d'abord (Shimizu S-Pulse, Tokyo Verdy, Sanfrecce Hiroshima et JEF United Ichihara Chiba), puis en Angleterre (Tottenham Hotspur), ensuite aux Pays-Bas (ADO La Haye) et pour finir en Corée du Sud où il joue actuellement (Gyeongnam FC). Tous ses titres, il les remporta avec des clubs japonais.

## Palmarès
- Supercoupe du Japon
  - Vainqueur en 2001, en 2002 et en 2005
  - Finaliste en 1999
- Coupe du Japon de football
  - Vainqueur en 2001
  - Finaliste en 1998 et en 2007
- Coupe de la Ligue japonaise de football
  - Vainqueur en 1996
- Championnat du Japon de football
  - Vice-champion en 1999
- Supercoupe d'Asie
  - Finaliste en 2000
- Coupe d'Asie des vainqueurs de coupes
  - Vainqueur en 2000
- Coupe des confédérations
  - Finaliste en 2001